# Xã Salamonie, Quận Huntington, Indiana
Xã Salamonie (tiếng Anh: Salamonie Township) là một xã thuộc quận Huntington, tiểu bang Indiana, Hoa Kỳ. Năm 2010, dân số của xã này là 2.049 người.